# オンライントランザクション処理
オンライントランザクション処理（オンライントランザクションしょり、Online Transaction Processing, OLTP）とは、トランザクション指向のアプリケーションを管理するプログラムの総称であり、一般にデータの入力と検索のトランザクション処理を扱う。
オンライントランザクション処理という用語は若干曖昧さを伴っている。「トランザクション」とコンピュータの参照とかデータベーストランザクションの意味で捉える場合もあるし、「ビジネス」や「商用」のトランザクション（業務、決済、取引、などといった意味）の意味で捉える場合もある（例えばトランザクション処理性能評議会は後者の意味で使用している）。
OLTP はまた、ユーザーの要求にコンピュータが即座に応答するような処理を指すこともある。銀行などの現金自動預け払い機もトランザクション処理の例である。

## 利用
銀行、航空会社、通信販売、スーパーマーケット、製造業など様々な産業で利用されている。OLTPの実例として、インターネットバンキング、注文処理、タイムレコーダーシステム、電子商取引、電子株取引などがある。

## 要求仕様
今日のオンライントランザクション処理は益々ネットワーク経由のトランザクションサポートを要求され、その範囲は1つの企業に止まらなくなっている。このため、最近の OLTP ソフトウェアはクライアント・サーバ処理を使用し、仲介ソフトウェアがネットワーク上の異なる機種のコンピュータプラットフォーム間でのトランザクションを可能にしている。
大きなアプリケーションでは、OLTP の効率はトランザクション管理ソフトウェア（CICSなど）やデータベースの戦略的最適化（OLTP指向データベースで多数の並行更新を可能にする）などに左右される。
データベースシステムの分散化の要求が高まり、OLTPの仲介プログラムはコンピュータネットワーク上の複数のコンピュータにトランザクション処理を分散させることができるようになっている。OLTP はサービス指向アーキテクチャやWebサービスに組み込まれていることが多い。

## 利点
オンライントランザクション処理には2つの利点がある。単純性と効率性である。
OLTPがビジネスを単純化する例として、文書記録の削減、高速かつ正確な収益と経費の予測が挙げられる。また、タイムリーな更新によって企業の基盤が強化される。また、消費者に支払い方法の選択の幅を与えることでより多くのトランザクションを発生させるのも単純性が働いている。
また、OLTP は 24時間休まずにサービスを提供でき、個々のトランザクションは高速である。その効率性が企業にとっては顧客ベースの拡大をもたらす。

## 欠点
OLTP は企業にとっては素晴らしいツールであるが、若干の問題点がある。セキュリティ問題と経費問題である。
OLTPの利点は同時に潜在的問題点にもなりうる。可用性の高い OLTP システムは、同時にデータベースに侵入されやすいということも意味している。
B2Bトランザクションでは、最終的に両社はオフラインで手続きを行う必要がある。システムのちょっとした問題も時間と金の両方を浪費する可能性を秘めている。また、サーバ障害にも経費がかかる。これは遅延を発生させたり、最悪データを消してしまったりといった事態を引き起こす。